# キャンベラ (ケント級重巡洋艦)
HMAS キャンベラ (HMAS Canberra, D33) は、オーストラリア海軍が保有した重巡洋艦。艦名はオーストラリアの首都であるキャンベラに因む。イギリス海軍1924年度海軍整備計画の一環としてケント級のうち2隻がオーストラリア海軍向けに建造され、本艦はその内の1隻である。

## 概要
第一次世界大戦終結後、ワシントン海軍軍縮条約が締結されて海軍休日 (Naval Holiday) がはじまり、英連邦のオーストラリア自治領政府は巡洋戦艦「オーストラリア」(HMAS Australia) を自沈処分にせざるを得なかった。大日本帝国を仮想敵国とするオーストラリア海軍が保有していた巡洋艦は旧式艦ばかりで、同政府は宗主国イギリスに代艦を要求する。そこでイギリス海軍のケント級重巡2隻をオーストラリア政府の予算で建造することになった。これが重巡「オーストラリア」(HMAS Australia, D84) と「キャンベラ」(HMAS Canberra, D33) である。
キャンベラを含むケント級は艦隊戦闘よりも個艦での遺外任務（植民地間のシーレーン保護など）を主念頭に置いて設計されたために、条約に定められた排水量内で必要最小限の武装と、防御能力と引き換えにした高い凌波性・航続距離・居住性を実現していた。
1939年9月に第二次世界大戦がはじまると、タスマン海やインド洋で哨戒任務や船団護衛任務をおこない、枢軸国（ドイツ海軍、イタリア王立海軍）および枢軸陣営の仮装巡洋艦や封鎖突破船を相手に戦果をあげた。
太平洋戦争突入後の1942年8月8日深夜から8月9日未明にかけて第一次ソロモン海戦で、「キャンベラ」は日本海軍の第八艦隊司令長官三川軍一中将が指揮する外南洋部隊と交戦、重巡洋艦部隊の砲撃を受けて大破、航行不能となる。9日昼間、総員退去のあと自軍により自沈処分された。沈没した本艦の代艦として、イギリスは重巡「シュロップシャー」(HMS Shropshire, 73) をオーストラリア海軍に貸与した。

## 艦形
限度枠いっぱいの基準排水量9,700トン台の船体は乾舷の高い平甲板型船体とし、艦首側面形状は凌波性能を高めるために2段の強いフレア（反り返り）が付けられていた。艦首甲板上には20.3cm砲を連装砲塔に収めて背負い式配置で2基、2番主砲塔の基部から上部構造物は始まり、その上に箱を積み重ねたような形状の操舵艦橋の背後には後方に傾斜した単脚式の前部マストが立つ。船体中央部には等間隔に並んだ3本煙突が立つが、2番煙突のみ太かった。煙突の周囲は艦載艇置き場となっており、舷側に設けられた2本1組のボート・ダビッドが片舷に3組ずつ計6組で運用された。3番煙突の後方に露天の後部見張所と単脚式の後部マストが立ち、3番主砲塔の基部で上部構造物は終了し、甲板一段分下がって後部甲板上に4番主砲塔が配置された。船体舷側部には復元性と水雷防御として広範囲にバルジが装着されていた。

## 艦歴

### 戦間期
重巡洋艦キャンベラはスコットランド、グラスゴーのジョン・ブラウン社で1925年9月9日に起工、1927年5月31日にメアリー王女の手で進水し、1928年7月9日に竣工した。1929年1月25日オーストラリア・西オーストラリア州のフリーマントルに到着。

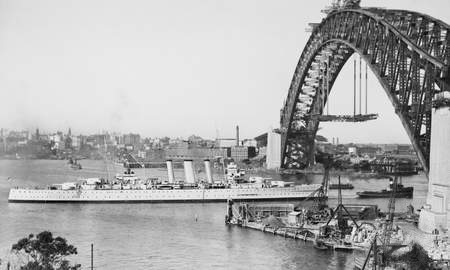
1930年代にシドニー港で撮影されたキャンベラ。

1931年9月、ニューカレドニア、フィジーを訪問した。1932年と1937年は中国艦隊に所属した。またニュージーランドを3回訪れた（オーストラリア海軍の歴史）。なお1937年には東南アジア各地や太平洋諸島を歴訪する。
9月上旬、オーストラリア艦隊（司令官プール少将）の旗艦としてシンガポールに寄港した。
第二次世界大戦前、イギリスは英連邦の各国に対し、新たに軽巡洋艦を貸与した。ニュージーランド戦隊（ニュージーランド海軍）には軽巡「リアンダー」や「アキリーズ」が配属された。オーストラリア艦隊は、しばしば同邦の艦隊と行動を共にした。
1939年8月、「キャンベラ」と軽巡「シドニー」は東南アジアの蘭印やシンガポール方面を巡航した。

### 第二次世界大戦
1939年（昭和14年）9月3日の第二次世界大戦開戦時、オーストラリア海軍の主力艦は、重巡2隻（オーストラリア、キャンベラ）、パース級軽巡洋艦3隻、旧式巡洋艦「アデレード」であった（第二次世界大戦におけるオーストラリア軍）。
開戦から9ヶ月間、「キャンベラ」はオーストラリア周辺やタスマン海で護衛任務に従事していた。
1940年（昭和15年）6月、軽巡「パース」初代艦長を務めていたハロルド・ファーンコーム大佐が、キャンベラ艦長を命じられている。
1940年11月10日、ドイツ海軍の仮装巡洋艦「アトランティス」がタンカー「Ole Jacob」を捕獲。タンカーの交戦報告を受けて「キャンベラ」と軽巡洋艦「ケープタウン」と「ダーバン」、仮装巡洋艦「ウェストラリア」による捜索が実施されたが、成果なく終わり、「キャンベラ」は11月20日にフリーマントルに着いた。同日、イギリス船「Maimoa」がドイツ仮装巡洋艦「ピンギン」に沈められた。「Maimoa」の発した無線が受信されると「キャンベラ」は現場へ向かうよう命じられ出航した。翌日、「ピンギン」はイギリス船「Port Brisbane」を沈めた。そちらへと向かった「キャンベラ」は11月22日にボートに乗った「Port Brisbane」生存者を発見し救助した。結局「ピンギン」は発見できず、「キャンベラ」は11月24日に捜索を打ち切って11月27日にフリーマントルに戻った。
1941年2月20日、セイロン西方で「キャンベラ」はフリーマントルから護衛してきた兵員輸送船団US9の護衛を軽巡洋艦「リアンダー」に引き継いだ。この頃ドイツ海軍のポケット戦艦「アドミラル・シェーア」がインド洋で活動しており、同艦に襲われた「カナディアン・クルーザー (Canadian Cruiser)」が2月21日に、Rantaupandjang」が22日に遭難信号を発した。22日、モルディブへ向かっていた「キャンベラ」は、セイシェルへ向かい敵通商破壊艦捜索に加わるよう命じられた。その時点で捜索には「キャンベラ」の他、空母「ハーミーズ」、巡洋艦「シュロップシャー」「エメラルド」「ケープタウン」「グラスゴー」「オーストラリア」が投入されていたが、敵発見には至らず2月26日に捜索部隊は解散された。
無線方向探知によりサヤ・デ・マルハ・バンク付近に敵がいることが示され、「キャンベラ」と「リアンダー」に捜索が命じられた。燃料補給を行ったセーシェルのヴィクトリアから出航した「キャンベラ」は3月2日に「リアンダー」と合流した。3月4日、「キャンベラ」は2隻の船を発見した。それはドイツ船「コーブルク (Coburg)」とノルウェーのタンカー「ケティ・ボルビク (Ketty Brovig)」であった。前者は通商破壊艦の補給船として活動予定の船で、後者はドイツ仮装巡洋艦「アトランティス」に拿捕された船であった。この時、「キャンベラ」と「リアンダー」は捜索範囲を広げるため分かれていた。「キャンベラ」が接近すると「コーブルク」は北へ、「ケティ・ボルビク」は南へ向かった。「キャンベラ」は「コーブルク」に対して砲撃を行った。「キャンベラ」艦長Farncombは「コーブルク」が仮装巡洋艦であると思っていた。火災が発生するのが見えると、「キャンベラ」は砲撃をやめた。一方、「キャンベラ」搭載機は「ケティ・ボルビク」を停船させようと、その近くに爆弾を投下したが、「ケティ・ボルビク」は自沈を図った。「ケティ・ボルビク」は救えず、また「コーブルク」も沈んだ。「キャンベラ」は50名を救助し、また「リアンダー」が53名を救助した。この後、「キャンベラ」と「リアンダー」はモーリシャスへ向かった。
3月5日、「キャンベラ」搭載機がポケット戦艦発見を報じた。しかしそれは誤報であり、「リアンダー」をポケット戦艦と誤認したようであった。3月7日には搭載機によるナザレスバンクとカルガドス・カラホス諸島捜索が行われたが特に何も見つからず、3月8日に2隻はモーリシャスに着いた。マッサワから潜水艦1隻を伴っているかもしれない敵補給船が会合点へ向かっているとのことで、3月9日に2隻および仮装巡洋艦「City of Durban」はモーリシャスより出航して哨戒を行ったが、成果はなかった（サプライ作戦、Operation Supply）。
1941年の残りの期間、「キャンベラ」はインド洋で船団護衛を行っていた。

### 太平洋戦争
1941年（昭和16年）12月7日（日本時間12月8日）の太平洋戦争開戦直後、アメリカ海軍の重巡洋艦「ペンサコーラ」の名を冠したペンサコーラ船団が東南アジアに向かっており、英連邦巡洋艦3隻（重巡キャンベラ、軽巡パース、軽巡アキリーズ）が増強された。12月中旬、3隻はフィジー諸島スバでペンサコーラ船団に合流し、クレース少将はキャンベラに将旗を掲げる。12月22日、ペンサコーラ船団はオーストラリア大陸東海岸のブリスベンに到着した。シドニーに移動後、英連邦巡洋艦はパプアニューギニアの要所ポートモレスビーに向かう輸送船団の護衛をおこなう。1942年1月3日、連合軍輸送船団はポートモレスビーに到着した。
次の任務は、シンガポールにむかう軍隊輸送船「アクィタニア」の護衛だった。いわゆる屑鉄戦隊の駆逐艦「ヴァンパイア」と共に、シンガポール行き輸送船団の護衛をおこなった。
2月から5月にかけて、「キャンベラ」はシドニー港で修理を行った。この間、2月12日に新編されたANZAC戦隊に所属している。第44任務部隊 (Task Force 44) に所属して5月から6月にかけて珊瑚海における攻勢に参加（珊瑚海海戦）。5月31日、日本海軍の特殊潜航艇甲標的3基がシドニー湾を奇襲する（特殊潜航艇によるシドニー港攻撃）。シドニー港に停泊していた本艦や軽巡「アデレード」、アメリカ重巡洋艦「シカゴ」は無事だったが、宿泊船「クッタブル」が沈没し、オランダ潜水艦「K-19」が損傷した。
6月中旬、新艦長としてフランク・ゲティング (Frank Edmund Getting) 大佐が着任する。8月初旬、キャンベラはウォッチタワー作戦にともなうガダルカナル島およびツラギ島（フロリダ諸島）攻略作戦に参加する。

### 沈没
日本軍の攻勢がミッドウェー海戦で頓挫したあと、オーストラリア海軍の大型巡洋艦3隻（オーストラリア、キャンベラ、ホバート）は、アメリカ軍が発動したウォッチタワー作戦に従事した。
英国海軍豪州艦隊司令長官ビクター・クラッチレー少将はオーストラリアに将旗を掲げていた。上陸作戦全体を、第61任務部隊司令官フランク・J・フレッチャー中将が指揮する空母機動部隊（空母サラトガ、エンタープライズ、ワスプ、戦艦ノースカロライナ、巡洋艦6、駆逐艦16）が支援していた。
フィジー諸島での予行演習の後、ターナー少将が指揮する連合軍上陸部隊は、1942年8月7日にフロリダ諸島のツラギ島とガダルカナル島に上陸作戦を敢行した（フロリダ諸島の戦い）。キャンベラを含む部隊はツラギ島に向かった。
これに対しニューブリテン島ラバウルを発進した日本海軍基地航空部隊の一式陸上攻撃機と九九式艦上爆撃機が、揚陸作業中の連合軍輸送船団に空襲をおこなう。輸送船団と護衛艦艇は自分達の対空砲火と、米軍機動部隊から飛来したF4F ワイルドキャットで応戦した。本艦も主砲や機銃で対空戦闘をおこなう。連合軍側は、駆逐艦「マグフォード」が小破した。
護衛艦隊司令官のクラッチレー提督は夜間警戒のため、指揮下艦艇をいくつかのグループにわけてルンガ泊地に配置した。日本軍が侵入してくる可能性が一番たかいサボ島南側の水路を、クラッチレー提督直率の南方部隊（豪州重巡オーストラリア、豪州重巡キャンベラ、米重巡シカゴ、米駆逐艦バグリー、米駆逐艦パターソン）が警戒した。
日本軍の水上部隊は出現せず、何事もなく夜が明けた。

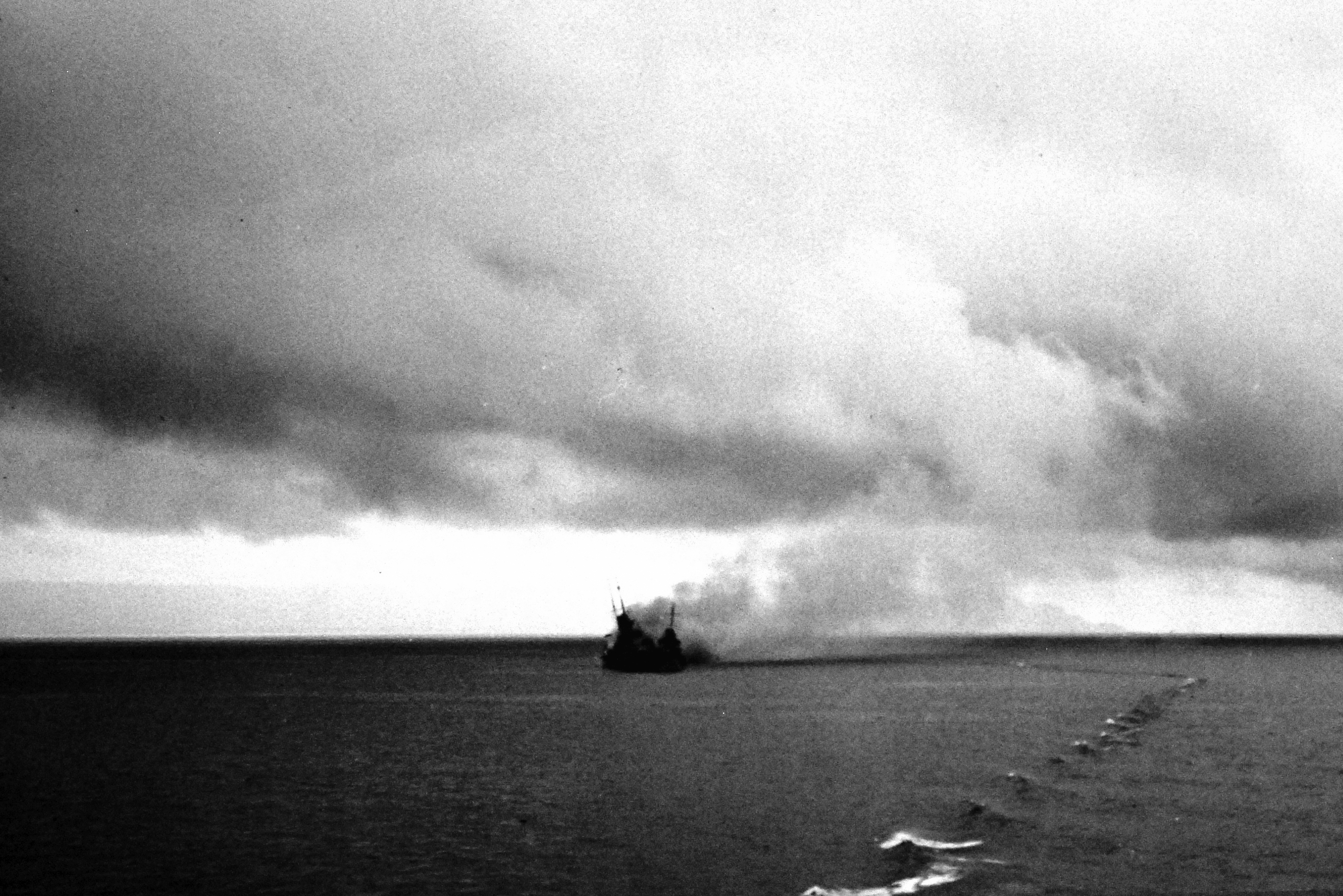
海戦から一夜明け、炎上するキャンベラから乗組員を救助する米駆逐艦パターソン。重巡シカゴからの撮影。

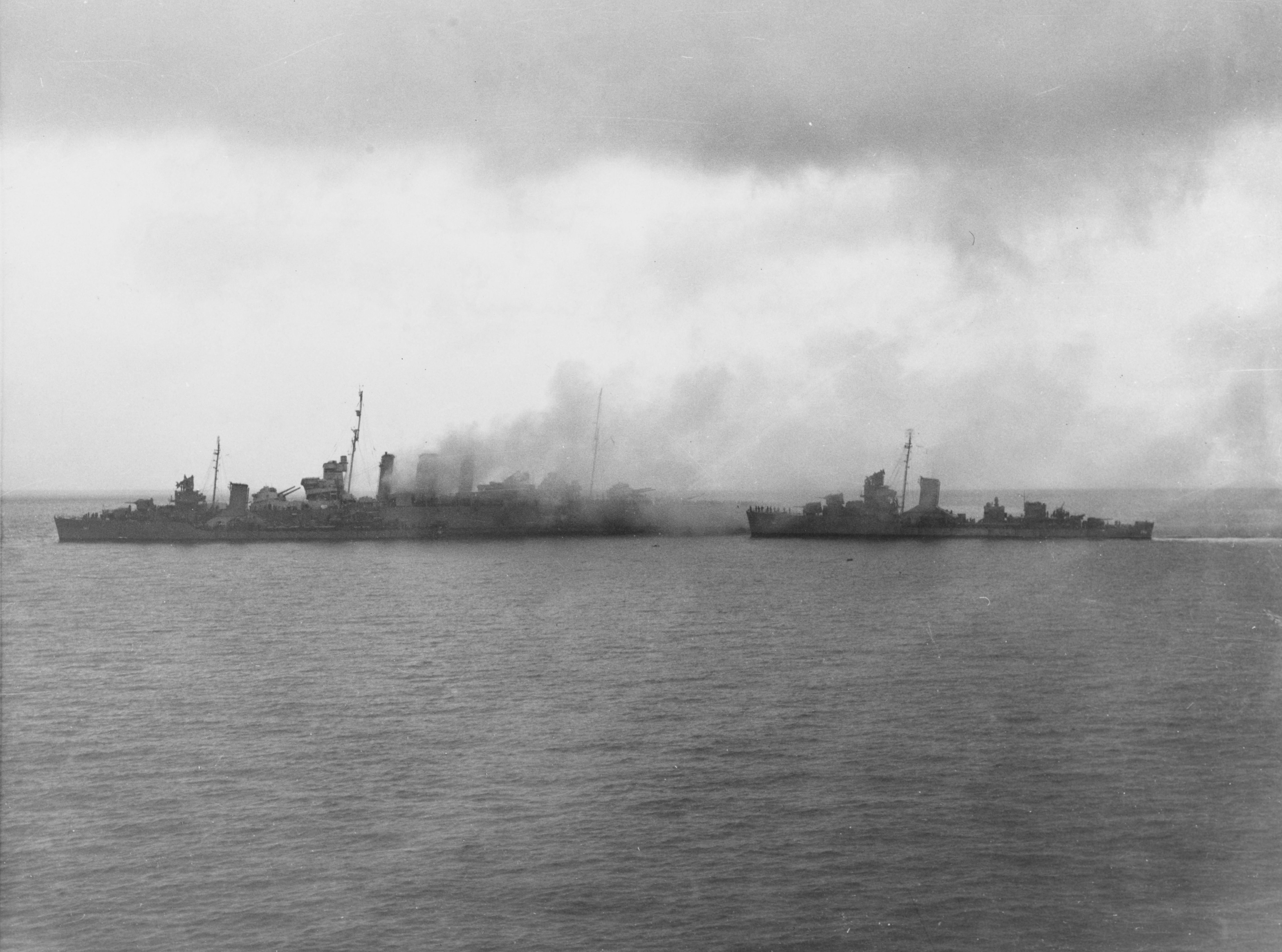
第一次ソロモン海戦後、大破炎上し右舷に傾斜するキャンベラ。手前の米駆逐艦はブルーとパターソン。

8月8日、連合軍上陸部隊は再びラバウル航空隊の空襲を受けた。連合軍各艦は猛烈な対空砲火を浴びせ、日本軍攻撃機は大損害をうけた。「キャンベラ」も対空戦闘で何機かを撃墜した。だが連合軍側も若干の被害をうける。さらに連日の対空戦で連合軍側は多数の戦闘機を失い、フレッチャー提督の第61任務部隊は、上陸部隊の掩護を打ち切って撤退を開始した。
日没後、ターナー提督は、洋上のクラッチレー提督と、ガ島陸上のヴァンデグリフト将軍を、総旗艦「マッコーリー」に呼び出した。クラッチレー提督（旗艦オーストラリア、艦長ファーンコーム大佐）は哨戒区を離れて輸送船団停泊地に向かった。クラッチレー提督は南方部隊の指揮を重巡「シカゴ」艦長ハワード・ボード大佐に委ねる。ところが各指揮官や艦長間でクラッチレー提督の意図が理解されず、クラッチレー提督が去ったあとの南方部隊は、豪州重巡キャンベラ、米重巡シカゴ、駆逐艦「パターソン」「バッグレイ」という編成でガダルカナル島とサボ島の間で哨戒を行っていた。そして総旗艦「マッコーリー」での会議を終えたクラッチレー提督は自身の旗艦「オーストラリア」に戻ると、輸送船団と駆逐艦部隊に護られて停泊し続けた。
この夜、第八艦隊司令長官・三川軍一中将が率いる外南洋部隊（通称“三川艦隊”）は連合軍の哨戒網を潜り抜け、鉄底海峡に突入し、夜戦で連合軍の南方部隊と北方部隊に大打撃を与えた
「キャンベラ」では乗組員の大半が連日の対空戦闘や戦闘配置で疲れ切っていた。艦長も見張り指揮官の少尉に指揮を委ねて、私室に退いていた。日本軍の水上偵察機が照明弾を投下してから間もなく、外南洋部隊の砲雷撃が南方部隊に襲いかかる。「キャンベラ」はレーダーを装備していたが、外南洋部隊を捕捉できなかった。駆逐艦からの警報や、敵艦の砲撃を視認して戦闘配置がとられ、艦長や幹部が艦橋に集まった。そこに直撃弾があり、大多数の幹部が戦死した。艦長は右足を潰される重傷を負った。艦が被った被害も深刻で、中央部への被弾で機関が故障し航行不能となる。魚雷2本が「キャンベラ」の艦首に命中したとの記録があるが、海底の艦首は原形をとどめていた。本艦の被害は、主に砲弾によるものだった。なお航行能力を失った「キャンベラ」が外南洋部隊の隊列に接近したため、三川艦隊の単縦陣は二つのグループ（鳥海、青葉、加古、衣笠）（古鷹、天龍、夕張）に分離した。
外南洋部隊が去ったあと、右舷に傾斜して航行不能となった「キャンベラ」に駆逐艦が接近して、消火作業と負傷者の収容を開始した。8月9日午前4時30分頃、2隻に「敵艦」が接近し砲弾を発射してきたので、「パターソン」は主砲で反撃した。双方の命中弾が出ないうちに「敵艦」が艦首を失った重巡「シカゴ」であることが判明し、「パターソン」は救援を再開する。続いて駆逐艦「ブルー」も到着して救援に加わった。
午前5時、ターナー提督は「6時30分までにガダルカナル島沖から離脱せよ、無理ならば自沈せよ」と命じた。「キャンベラ」はすぐに沈没しそうにはなかったが機関復旧の目途がたたず、自沈処理が決まる。駆逐艦「セルフリッジ」が5インチ砲弾263発と魚雷4本を発射したが「この頑固な貴婦人」は降伏を拒んだ。午前7時30分からは駆逐艦「エレット」も作業に加わり、止めの魚雷を発射した。「キャンベラ」は右舷に転覆したあと艦首から沈んでいった。本艦は、オーストラリア海軍が第二次世界大戦で喪失した最大の艦である。
第一次ソロモン海戦の時点で、「キャンベラ」には800名以上が乗船していたと報道された。沈没により、戦死者85名（米軍士官1名を含む）、負傷者55名を出した。ゲティング艦長は駆逐艦に収容されたあと、容体が悪化して死亡した。
10月12日、アメリカ合衆国海軍省は第一次ソロモン海戦の敗北について発表し、その中で「キャンベラ」の喪失も公表した。
イギリスは、本艦の代艦としてロンドン級重巡洋艦の「シュロップシャー」を、オーストラリア海軍に供与した。
アメリカ海軍は、ピッツバーグ (Pittsburgh) という艦名を予定して建造していたボルチモア級重巡洋艦を「キャンベラ」(USS Canberra, CA-70) と命名した。

1992年になり、海洋調査学者ロバート・D・バラードのチームが鉄底海峡で「キャンベラ」を発見した。比較的原形を保ったまま正位置で着底しており、四基の主砲は破損しているものの、いまだ左舷に向けられている。「キャンベラ」の付近には、第三次ソロモン海戦で沈んだ駆逐艦「ラフィー」の残骸も横たわっている。